# Per Anger
Per Johan Valentin Anger (7 de dezembro de 1913 - 26 de agosto de 2002) foi um diplomata sueco que participou de inúmeros esforços para resgatar judeus húngaros da prisão e deportação pelos nazistas durante a Segunda Guerra Mundial.